# 铁山街道 (本溪市)
铁山街道，是中华人民共和国辽宁省本溪市南芬区已撤销的一个乡镇级行政单位，2020年整体并入南芬街道。

## 行政区划
铁山街道下辖以下地区：
赵家社区、铁山社区、三十六户社区、六百户社区和对面沟社区。